# بئاتریس متوتوا
بئاتریس متوتوا (انگلیسی: Beatrice Mtetwa؛  – ) وکیل اهل زیمبابوه بود.
وی همچنین برندهٔ جوایزی همچون جایزه آزادی مطبوعات و جایزه بین‌المللی زنان شجاع شده‌است.